# Bryan Smeets
Bryan Smeets (Maastricht, 22 november 1992) is een Nederlands voetballer. Hij verruilde in 2023 Racing White Daring Molenbeek voor MVV Maastricht.

## Carrière

### MVV
Smeets stond van 2009 tot 2015 onder contract bij MVV Maastricht, waarmee hij zes jaar in de Eerste divisie speelde. Vanaf het seizoen 2011/2012 had hij hier een basisplaats en vervulde hij een belangrijke rol in het team als middenvelder en aanvaller. Hij eindigde met MVV Maastricht twee keer elfde, twee keer tiende, één keer achtste en in het seizoen 2012/13 als vijfde in de Eerste divisie.

### De Graafschap
Smeets verruilde bij aanvang van het seizoen 2015/16 MVV Maastricht voor het dan net naar de Eredivisie gepromoveerde De Graafschap. Met de ploeg uit Doetinchem leek hij gedurende het grootste gedeelte van het seizoen rechtstreeks op de laatste plaats af te gaan. Het duurde tot de veertiende speelronde voor De Graafschap voor het eerst won (2-3 uit bij SC Cambuur) en tijdens de winterstop stond de club acht punten achter op nummer zeventien FC Twente. Vanaf januari 2016 ging het beter. De Graafschap won twee van zijn eerste drie wedstrijden na de winterstop en kwam uiteindelijk nog tot achttien punten. Hiermee was het één speelronde voor het einde van de competitie zeker van het ontlopen van rechtstreekse degradatie en een plek in de play-offs.
Op zondag 8 mei 2016, de laatste speeldag van het seizoen 2015/16, had Smeets een cruciale invloed op de titelrace in de Eredivisie van dat jaar. Hij maakte die dag zijn eerste doelpunt voor De Graafschap: 1-1 thuis tegen Ajax. Dit was tevens de eindstand. Door dit gelijkspel liep Ajax die dag het landskampioenschap mis. Het wel winnende PSV passeerde de Amsterdamse club hierdoor namelijk nog.
Vijf dagen na het einde van de reguliere competitie speelde Smeets met De Graafschap in de play-offs 2016 tegen zijn oude club MVV Maastricht en maakte hij zijn tweede doelpunt voor de club. Ditmaal kopte hij in de 81ste minuut het enige doelpunt van de wedstrijd binnen. De Graafschap degradeerde daarna alsnog toen Go Ahead Eagles in de play-offs sterker over twee wedstrijden.

### Cambuur
Smeets ging in 2017 naar SC Cambuur. daar speelde hij zeven wedstrijden bij de club uit Leeuwarden. 

### TOP Oss
Een jaar later ging hij naar TOP Oss. waar hij belangrijk was voor de club uit Oss. Smeets speelde 37 wedstrijden in de Eerste divisie en scoorde twaalf doelpunten voor de club. Smeets maakte op 15 maart 2019 tegen Jong Ajax een doelpunt van eigen helft en bereikte hij de play-offs met TOP Oss.

### Sparta Rotterdam
in 2019 tekende Smeets bij Sparta. die club promoveerde dat jaar naar de Eredivisie. en was drie jaar basisspeler bij Sparta en verlengde in 2021 zijn contract met een jaar bij. Hij speelde in totaal meer dan 70 wedstrijden voor Sparta.

### Belgisch avontuur
In januari 2022 vervolgde Smeets zijn carrière bij het Belgische tweede klasse Lommel en ging in 2022 naar RWDM uit Brussel.

### Terugkeer bij MVV
Smeets keerde in juni 2023 terug naar MVV Maastricht waar hij een contract tekende tot 2026.

## Clubstatistieken
| Seizoen                   | Club             | Competitie      | Competitie | Competitie | Beker | Beker | Internationaal | Internationaal | Overig | Overig | Totaal | Totaal |
| Seizoen                   | Club             | Competitie      | Wed.       | Dlp.       | Wed.  | Dlp.  | Wed.           | Dlp.           | Wed.   | Dlp.   | Wed.   | Dlp.   |
| ------------------------- | ---------------- | --------------- | ---------- | ---------- | ----- | ----- | -------------- | -------------- | ------ | ------ | ------ | ------ |
| 2009/10                   | MVV              | Eerste divisie  | 4          | 0          | 0     | 0     | —              | —              | 0      | 0      | 4      | 0      |
| 2010/11                   | MVV              | Eerste divisie  | 13         | 1          | 0     | 0     | —              | —              | 2      | 0      | 15     | 1      |
| 2011/12                   | MVV              | Eerste divisie  | 24         | 3          | 2     | 1     | —              | —              | 2      | 0      | 28     | 4      |
| 2012/13                   | MVV              | Eerste divisie  | 32         | 8          | 1     | 1     | —              | —              | 2      | 0      | 35     | 9      |
| 2013/14                   | MVV              | Eerste divisie  | 36         | 5          | 2     | 0     | —              | —              | 0      | 0      | 38     | 5      |
| 2014/15                   | MVV              | Eerste divisie  | 35         | 6          | 2     | 0     | —              | —              | 0      | 0      | 37     | 6      |
| 2015/16                   | De Graafschap    | Eredivisie      | 28         | 1          | 1     | 0     | —              | —              | 4      | 1      | 33     | 2      |
| 2016/17                   | De Graafschap    | Eerste divisie  | 24         | 3          | 1     | 0     | —              | —              | 0      | 0      | 25     | 3      |
| 2017/18                   | SC Cambuur       | Eerste divisie  | 7          | 0          | 3     | 0     | —              | —              | 0      | 0      | 10     | 0      |
| 2018/19                   | TOP Oss          | Eerste divisie  | 37         | 12         | 2     | 0     | —              | —              | 0      | 0      | 39     | 12     |
| 2019/20                   | Sparta Rotterdam | Eredivisie      | 21         | 4          | 0     | 0     | —              | —              | 0      | 0      | 21     | 4      |
| 2020/21                   | Sparta Rotterdam | Eredivisie      | 26         | 4          | 1     | 0     | —              | —              | 0      | 0      | 27     | 4      |
| 2021/22                   | Sparta Rotterdam | Eredivisie      | 20         | 2          | 2     | 0     | —              | —              | 0      | 0      | 22     | 2      |
| 2021/22                   | Lommel SK        | Eerste klasse B | 7          | 1          | 0     | 0     | —              | —              | 0      | 0      | 7      | 1      |
| 2022/23                   | RWDM             | Eerste klasse B | 14         | 0          | 1     | 0     | —              | —              | 0      | 0      | 15     | 0      |
| 2023/24                   | MVV              | Eerste divisie  | 33         | 11         | 1     | 0     | —              | —              | 0      | 0      | 34     | 11     |
| Totaal                    | Totaal           | Totaal          | 361        | 61         | 19    | 2     | 0              | 0              | 10     | 1      | 390    | 64     |
| Bijgewerkt op 10 mei 2024 |                  |                 |            |            |       |       |                |                |        |        |        |        |